# جوزيف براون ( طبيب )
جوزيف براون (١٧٠٦) طبيب إنجليزي، يوصف عموماً انه دجّال وكاتب قرصنة.

## الحياة
عُرف باسم جوزيف براون من كلية جيسوس، كامبريدج وتابع دراسته في الماجستير في ١٦٩٥؛ حتى حمل  لقب طبيب
أُدين مرتين في (1706) اولها كانت بتهمة التشهير بإدارة الملكة آن، وتم تغريمه اربعين علامة وأُمر بالوقوف في الحظيرة، كانت من أجل نشر النصيحة الصادقة لكاهن بارسون في رسالة موجهة إلى وزير المنطقة سيد الأراضي. في رسالة وجهت إلى روبرت هارلي بسبب التزامه المتأخر لنيوجيت، لكنه انكر فعل ذلك، الذي يقدم تفسيراً له في نفس الوقت. يتحدث  أيضا عن هارلي على انه لم يعامله  كوطني فحسب، بل أعطاه  نصائح ودية. تم تغريمه بأربعين علامة مرة أخرى واُمر بالوقوف في الحظيرة مرتين.

## الأعمال
كان كاتباً مجتهداً بإسلوب غامض وهادئ. ألقى محاضرة ضد نظرية ويليام هارفي حول دوران الدم في الجسم وواصل ذلك حتى بعد ان أسقط نظرية ديلايفير مانلي ، الذي خلف جوناثان سويفت.
لقد سعى جوزيف وراء المحسوبية وكان جريئاً ومهماً. كانت دراسته الحديثة للفيزياء (جزأين، ٤-١٧٠٣) مكرسة لحساب دوق ليدز دون إذنه.
كرَس محاضرته في علم التشريح ضد دوران الدم (١٧٠١) لحساب فخامة هير فري بيرجن، المبعوث فوق العادة من الدول العامة؛ ونشر مطبوعة علمية عن الطاعون (١٧٢٠) وكانت تحتوي مقالته على رسالة تمهيدية لريتشارد ميد وكانت آخر منشوراته المعروفة، وقد وجهت أيضا إلى الرئيس واعضاء كلية الأطباء الملكية، التي لم  ينتسب جوزيف اليها. ومنذ تاريخ (١٧٢١) لا يوجد أي  اثر له.
انتج براون طبعة من  الكتب اللاتينية من  لتيودور دي مايرن تتضمن تفاصيل  العلاج الطبي في الوثائق المتعلقة بالمرض النهائي للأمير هنري ، ومشاوراته مع آن من الدنمارك وهنريتا ماريا.
الطبعة غير موثوق بها في الاحترام مع وجود علامات تنقيط مضلل.